# Andrena melacana
Andrena melacana är en biart som beskrevs av Warncke 1967. Andrena melacana ingår i släktet sandbin, och familjen grävbin. Inga underarter finns listade i Catalogue of Life.